# 펑산서역
펑산시역(중국어 정체자: 鳳山西站, 한자음: 봉산서참)은 가오슝 첩운 귤선의 1역이다.

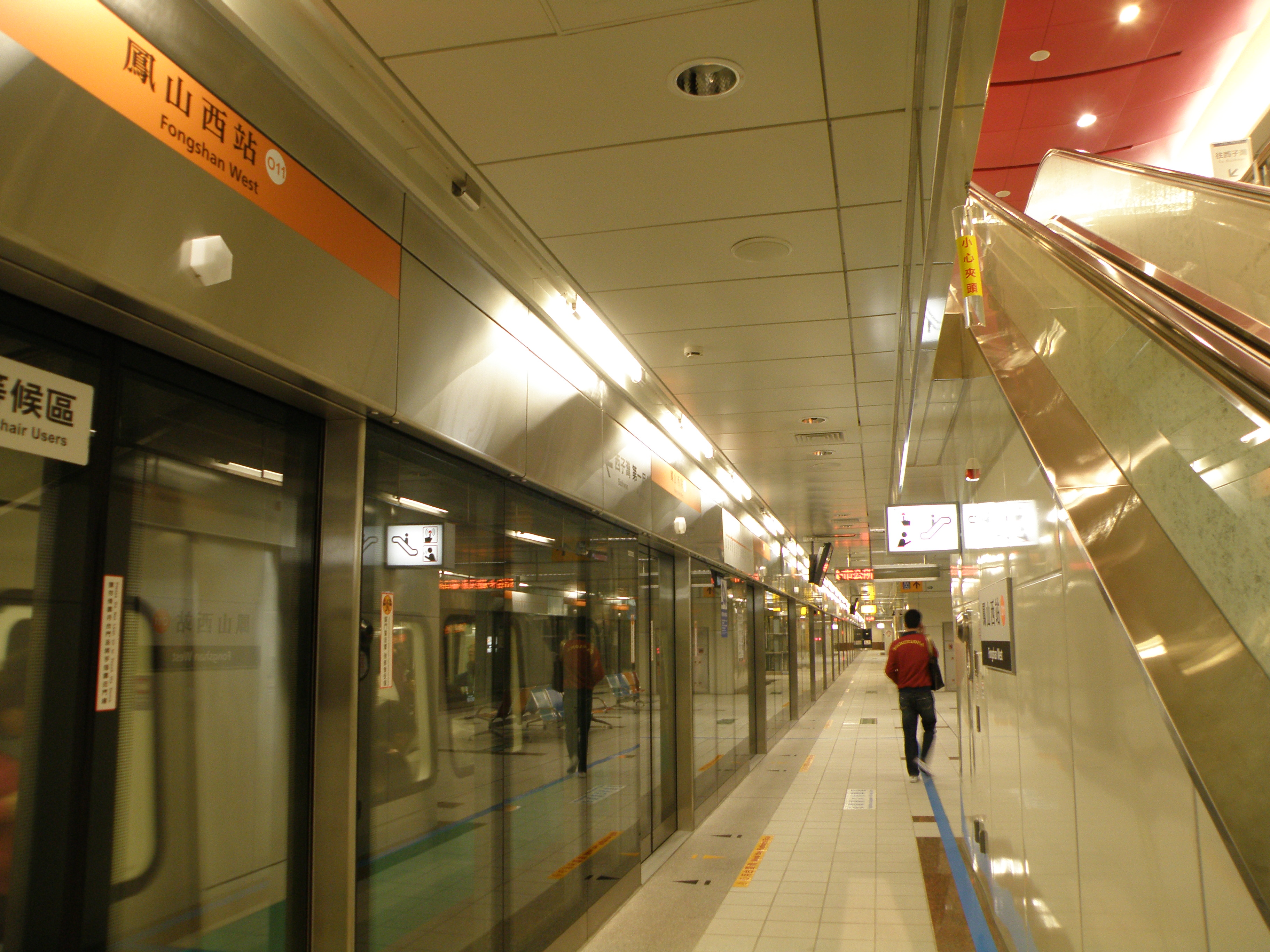
플랫폼

## 역 구조

### 승강장
| 지면     | 출입구                              | 출입구                                     |
| 지하 1층 | 승강장                              | 출입구                                     |
| 지하 1층 | 승강장                              | 화장실                                     |
| 지하 2층 | 1호 플랫폼                          | ←가오슝 첩운 귤선 하마센방면（웨이우잉역） |
| 지하 2층 | 플랫폼，문의 왼쪽 / 오른쪽 열립니다 |                                            |
| 지하 2층 | 2호 플랫폼                          | 가오슝 첩운 귤선 다랴오방면（펑산역）→     |

## 역 출입구
역의 서쪽 끝 부분에 위치한 출입구1, 역의 동쪽 끝에 위치한 출입구2입니다.
- 출입구1：자유로
- 출입구2：자유로, 층년로1단